# 120mm kanón typu 3. a 11. roku
120mm kanón typu 3. roku japonského císařského námořnictva byl vyvinut ve druhém desetiletí 20. století. Ve dvacátých letech z něj byl odvozen 120mm kanón typu 11. roku s odlišným závěrem. Obě varianty se dočkaly nasazení za druhé světové války.
Jednalo se o lodní a pozemní kanón, který byl v manuálně ovládaných jednohlavňových lafetacích používán na plavidlech císařského námořnictva a v pobřežních bateriích k palbě na pozemní a námořní cíle. Typ 3. roku měl ráži 120 milimetrů, hlaveň délky 45 ráží (5400 mm) a používal dělený náboj. Některé modely typu 11. roku používaly hlaveň zkrácenou na 5270 mm (~ 43,9 ráží) i když oficiální délka byla stále udávána jako 45 ráží. Oficiální označení bylo 45-kókei 3-nenšiki 12-senči hó (四十五口径三年式十二糎砲 ~ 45kaliberní 12cm kanón typu 3. roku), respektive 45-kókei 11-nenšiki 12-senči hó (四五口径十一年式十二糎砲 ~ 45kaliberní 12cm kanón typu 11. roku).

## Vývoj a nasazení

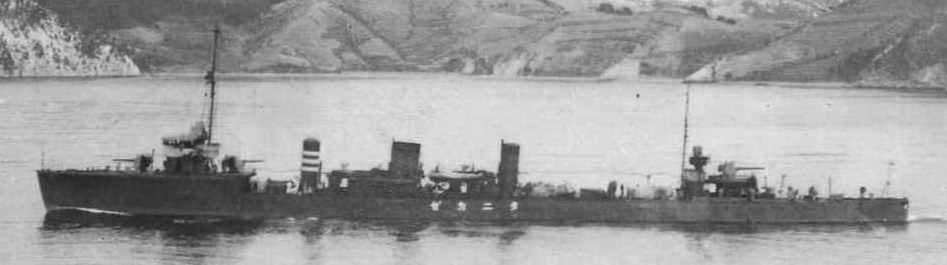
Prvními plavidly císařského námořnictva se 120mm kanóny typu 3 roku byly dvě jednotky třídy Kawakaze. Každá nesla tří kanóny: dva na přední palubě (před a za můstkem) a jeden na plošině na zádi

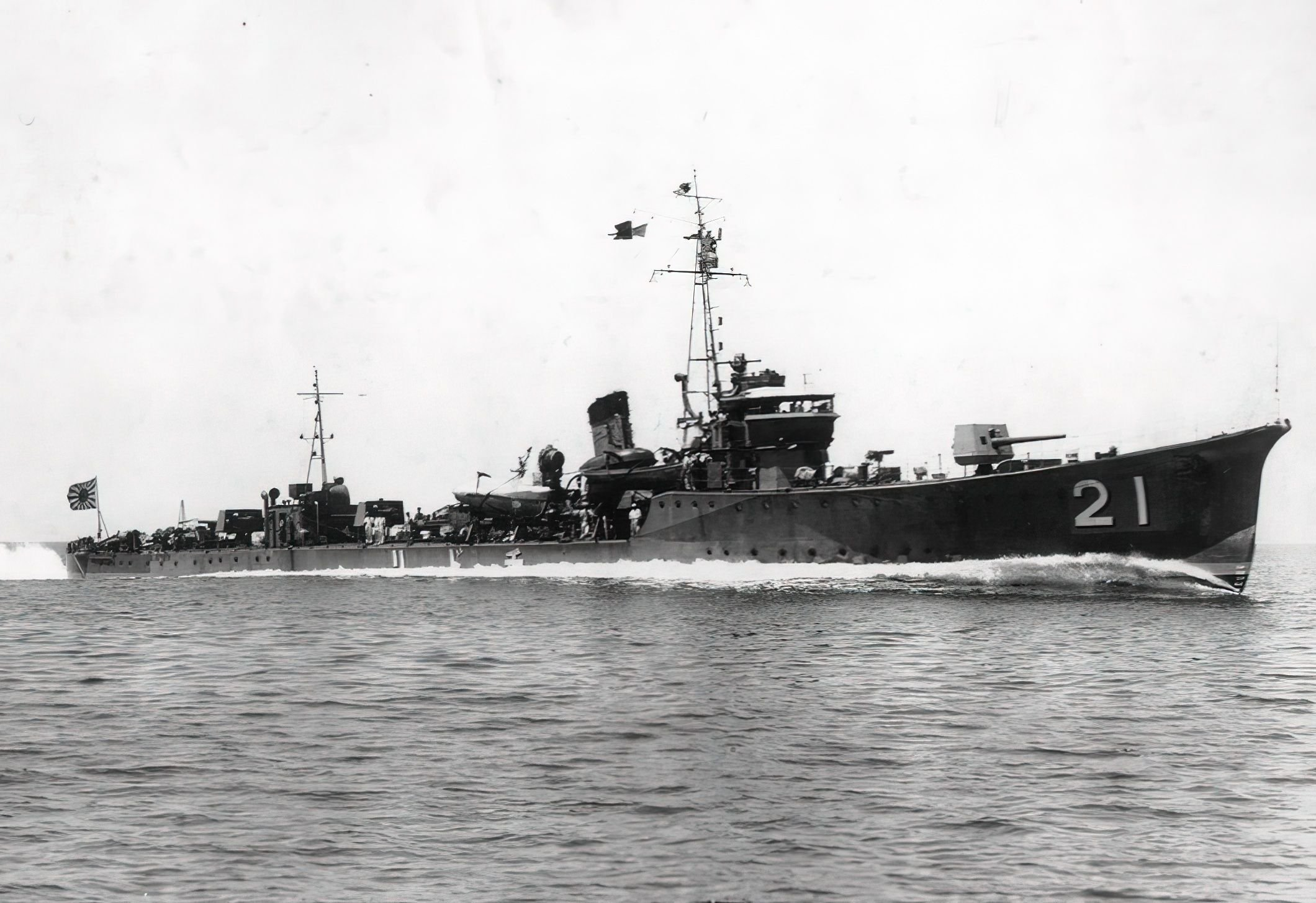
Torpédovka Čidori po přestavbě se 120mm kanónem typu 3. roku v lafetaci G na přední palubě a dalšíma dvěma na hlavní palubě (na zádi)

Závěr nového 120mm kanónu byl navržen v roce 1914, což byl 3. rok éry Taišó (odtud označení typ 3. roku). Původně měl být označován (stejně jako všechny tehdejší japonské námořní kanóny) v imperiálních jednotkách jako 45-kókei 3-nenšiki 4-inči-7 hó (四十五口径三年式四吋七砲 ~ 45kaliberní 4,7palcový kanón typu 3. roku) – ačkoliv skutečná ráže v palcích byla podle Campbella a DiGiuliana 4,724 palce. V souvislosti s přechodem na metrickou soustavu byl ale 5. října 1917 přeznačen na ráži uvedenou v centimetrech.
120mm kanón typu 3. roku se stal od roku 1918 hlavní dělostřeleckou výzbrojí nových torpédoborců tříd Kawakaze, Minekaze, Kamikaze, Mucuki (torpédoborce 1. třídy), Momi a Wakatake (torpédoborce 2. třídy). Nahradil tak 120mm kanón typu 41. roku a jeho britské předchůdce. Torpédoborce nesly zpočátku každý tři (Kawakaze, Momi a Wakatake) nebo čtyři 120mm kanóny. U jednotek, které se udržely ve službě do konce třicátých a čtyřicátých let, byl počet 120mm kanónů redukován.
Po převrácení torpédovky Tomozuru v březnu 1934 byly na 120mm kanóny typu 3. roku přezbrojeny všechny čtyři torpédovky třídy Čidori – každá poté nesla tři kanóny. Po třech kanónech nesly i kaibókany tříd Šimušu a Etorofu.
V roce 1922 byl kanón (resp. jeho závěr) přepracován a nově upravená zbraň následně přijata to výzbroje jako 12cm kanón typu 11. roku. Ve variantě „M“ byl nový kanón instalován na torpédovky třídy Ótori (každá tři hlavně, později redukováno na dvě) a ve variantách J a L na ponorky typů KD3a, KD3b, KD4 (každá jeden kanón model J) a typů KD6a (od I-71), KD6b a KD7 (každá jeden kanón model L).

## Popis

### Hlaveň
Podle Campbella a DiGiuliana měla většina vyrobených kanónů plášťovanou hlaveň, ale existovaly i hlavně z monobloku a připouští i existenci hlavně s drátovým ovinutím. Report O-47(N)-1 uvádí u typu 11. roku pouze plášťovanou hlaveň. Report O-54(N) naopak uvádí, že zkoumaný typ 3. roku měl hlaveň z monobloku a zadek hlavně byl vyroben z uhlíkaté ocele.
Délka hlavně typu 3. roku a typu 11. roku model M byla 5400 mm, ale modely J a L byly zkráceny na 5270 mm (bez změny označení, ačkoliv se délka hlavně změnila ze 45 ráží na 43,92 ráží). Podle Campbella některé prameny uvádí zkrácenou délku (hlaveň 5270 mm a 5400 mm celkem) i pro model M.
Zdokumentovaná jsou dvě provedení vývrtu hlavně:
1. Model V:[9][1] Starší kanóny typu 3. roku měly 36 drážek 1,02 mm x 6,43 mm (hloubka x šířka). Pole mezi drážkami mělo šířku 4,04 mm.[3][1]
2. Model VII:[9][1] Vývrt s 34 drážkami 1,45 mm x 6,68 mm (hloubka x šířka). Pole mezi drážkami mělo šířku 4,40 mm.[3][1]

Drážkování bylo konstantní o délce 4600,8 mm (respektive 4470,8 mm u zkrácených hlavní J a L) a jeden závit měl hloubku 28 ráží (3360 mm). Životnost hlavně byla 700 až 1000 výstřelů.
Typ 3. roku a typ 11. roku model M měly šroubovací závěr, zatímco modely J a L měly horizontální klínový závěr. Report O-54(N) naopak uvádí, že zkoumaný typ 3. roku měl klínový závěr. Nábojová komora měla délku 722,7 mm a objem 10,44 dm3.

### Munice
Pro 120mm kanón typu 3. a 11. roku bylo možno použít minimálně tyto čtyři druhy munice:
- Trhavý granát typu 0 (0式通常弾 0-šiki cúdžódan, doslova „běžný granát typu 0“) s hlavovým zapalovačem[3] zavedený roku 1940 o hmotnosti 20,3 kg a plněný 1,7 kg výbušniny.[1] Ostré granáty měly kaštanově hnědé tělo a bílou špičku.[10]
- Trhavý granát typu 1 (1式通常弾 1-šiki cúdžódan, doslova „běžný granát typu 1“) s hlavovým zapalovačem[3] zavedený roku 1941 o hmotnosti 20,3 kg a plněný 1,9 kg výbušniny.[1] Ostré granáty měly kaštanově hnědé tělo a bílou špičku.[10]
- Protiponorkový s plochou špičkou z roku 1943 o hmotnosti 16,4 kg a plněný 3,8 kg výbušniny.[1]
- Osvětlovací granát (照明弾 šómeidan) o hmotnosti 20,3 kg a svítivosti 600 000 kandel.[1]

### Lafetace

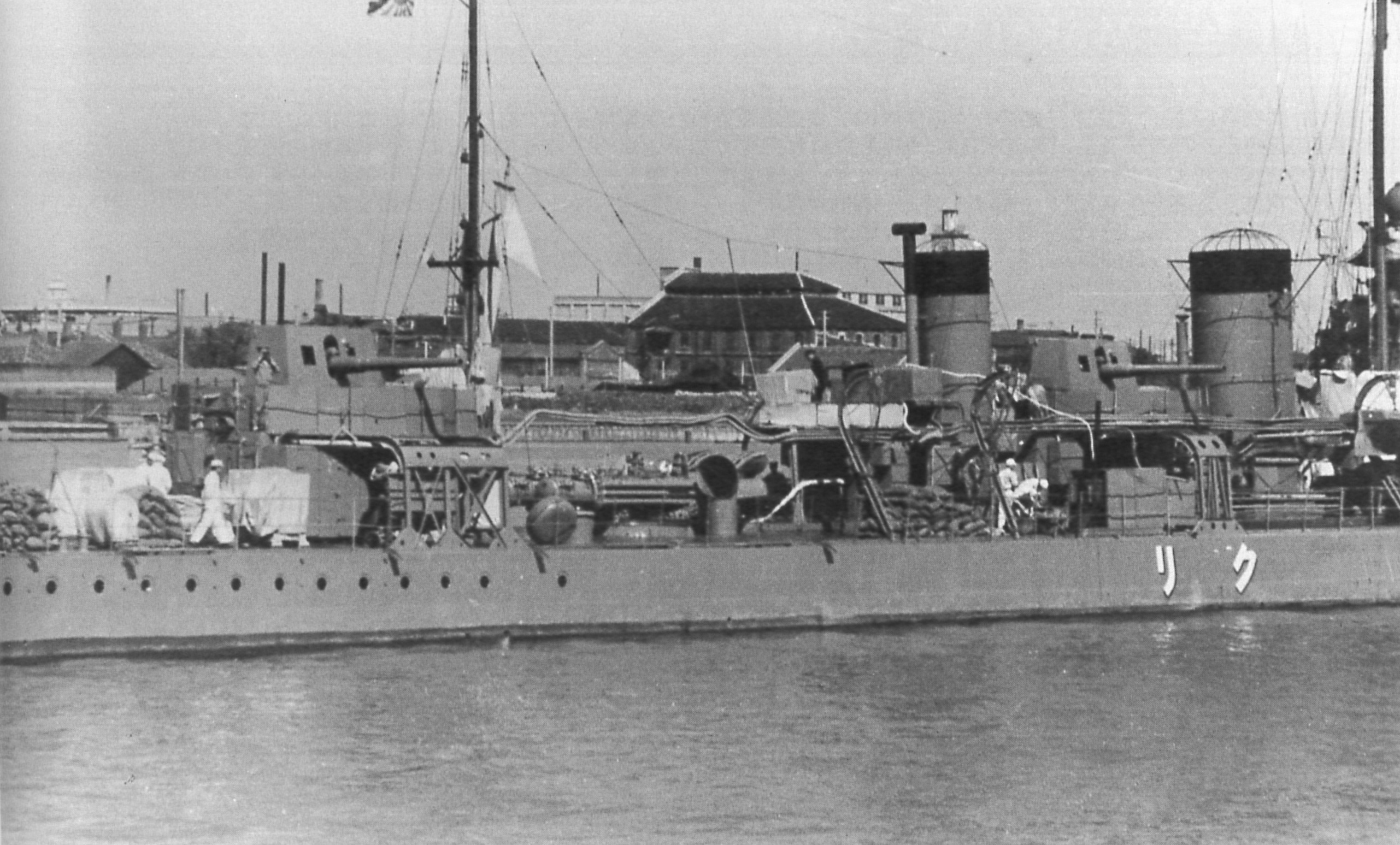
Zadní a prostřední lafetace 120mm kanónu typu 3. roku na torpédoborci II. třídy Kuri (třída Momi)

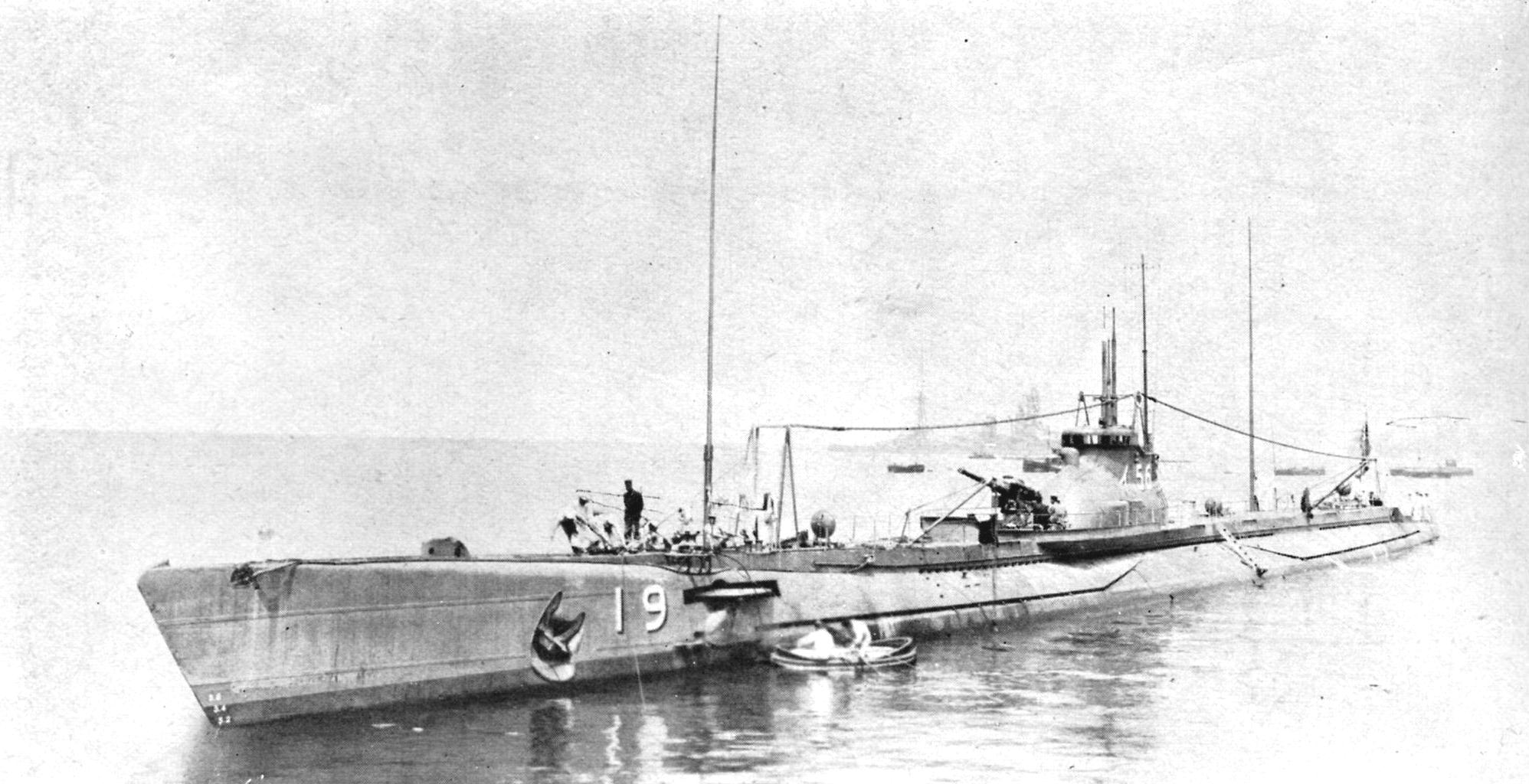
Ponorka I-56 typu KD3b se 120mm kanónem typu 11. roku před věží

Všechny lafetace byly manuálně ovládané a ruční nabíjení probíhalo při náměru 10 až 15 °. Změna náměru byla možná rychlostí až 5 °/s a změna odměru až 4 °/s.
Na torpédoborcích a torpédovkách třídy Čidori byl 120mm kanón typu 3. roku lafetován v lafetaci modelu G se štítem ze 3mm plechu. Lafetace umožňovala náměr od -7 do +33 °.
Typ 11. roku modelu M na třídě Ótori byl lafetován v blíže neurčené lafetaci se štítem, která umožňovala náměr od -10 do +55 °.
Na ponorkách byl typ 11. roku modelů J a L lafetován bez štítu. Lafetace modelu L na typech KD6a, KD6b a KD7 umožňovala náměr od -10 do +33 °.

### Řízení palby
Pro 120mm kanóny typu 3. a 11. roku se na plavidla nemontoval žádný centrální systém řízení palby a jednotlivé kanóny se zaměřovaly individuálně. Pro zjištění vzdálenosti cíle nesly torpédoborce a torpédovky 150cm nebo 200cm dálkoměry. Kaibókany nesly 300cm dálkoměry.

## Nástupci
V ráži 120 mm se nástupcem kanónu typu 3. roku stal 120mm kanón typu 10. roku, který umožňoval i palbu na vzdušné cíle. Ten byl instalován (mimo jiné) i na kaibókany následující po třídě Etorofu.
Posledními torpédoborci císařského námořnictva, které byly vyzbrojeny 120mm kanónem typu 3. roku, byla třída Mucuki. Po ní následující třída Fubuki již nesla 127mm kanóny typu 3. roku.